# Chimirec
Chimirec est un groupe familial français créé en 1958, spécialisé dans la collecte et le traitement des déchets dangereux et non dangereux. Le groupe est implanté en France et également à l'international.

## Histoire
La société Chimirec est créée en 1958 à Dugny par Pierre Fixot. L'entreprise collecte les huiles usagées, puis diversifie ses activités après la loi du 15 juillet 1975 relative à l'élimination des déchets et à la récupération des matériaux. Jean Fixot reprend l'entreprise au décès de son père en 1987. À partir de cette date là, l'entreprise mène une politique de croissance interne et externe.

### Dates clefs
1992 : Lancement de la collecte sélective des déchets de garage
1997 : Chimirec s'associe à AUTOECO pour la traçabilité des déchets automobiles
2000 : Lancement de la démarche Qualité Sécurité Environnement
2001 : Obtention de la triple certification QSE (la norme qualité ISO 9001, la norme de sécurité OHSAS 18001 et la norme sur l’environnement ISO 14001)
2004 : Chimirec entame son développement international , à commencer par la Pologne
2014 : Chimirec acquiert la société Écologistique, puis s'associe en mars 2014 avec Filtration Bosch, et en mai 2014 avec Subaru France.
2017 : Rachat de la société VOLLE spécialisée dans la collecte des huiles usagées industrielles noires et claires et des déchets de garages automobiles.
2018 : Cette année marque les 60 ans d'existence du groupe Chimirec.
2019 : Acquisition de 4 nouveaux sites (Astrhul, CDS Services, Aretzia, Solairgies)
2020 : Le 1er juillet 2021, Astrhul devient CHIMIREC Orée d'Anjou.
En octobre 2023, le siège et le site industriel de Dugny sont relocalisés sur une partie des terrains de l'ancienne usine PSA d'Aulnay-sous-Bois, pour permettre la réalisation du Village des médias dans le cadre des Jeux olympiques d'été de 2024.

## Activité
L’activité du groupe Chimirec concerne la collecte, le tri et la valorisation de déchets (dangereux et non dangereux) venant de divers secteurs industriels (transport automobile / aéronautique, énergie, BTP, chimie industrielle, pharmacie, pesticides…) et tertiaires (administrations, collectivités…). Le groupe récupère et traite notamment des aérosols, des piles, batteries usagées et transformateurs électriques, des emballages métalliques ou plastiques souillés, des eaux souillées, des pare-brise et pare-chocs, des solvants, filtres automobiles…..).

### Collecte
Chimirec dispose de nombreuses plateformes de collecte pour assurer un maillage territorial dense. Des moyens logistiques de proximité sont mis en place pour respecter les délais d'intervention.
Lorsque la collecte est réalisée, le commanditaire reçoit un Bordereau de Suivi de Déchet (BSD), essentiel à la traçabilité.

### Tri
Des chimistes réalisent des tests de vérification et de contrôles des produits (avec le Certificat d'acceptation préalable). Ainsi, le BSD, s’il est bien conforme aux déchets réceptionnés, est validé et renvoyé au commanditaire. Ensuite, les déchets sont triés et regroupés par famille avant d’être stockés dans des alvéoles ou des cuves dédiées.

### Traitement et valorisation
Pour optimiser la valorisation, certains produits subissent des opérations de pré-traitement avant la valorisation. Les déchets sont ensuite regroupés et stockés par types de produits. Enfin, ils sont orientés vers des centres de traitement Chimirec ou d’autres centres de traitement agréés.

## Moyens

### Matériels
- Le groupe dispose de 400 véhicules pour assurer la collecte des huiles noires et des déchets dangereux et non dangereux
- Les déchets sont analysés parmi les 24 laboratoires du groupe
- Chimirec dispose de 9 centres de traitement agréés.
- Le groupe dispose de 35 sites en France et 5 à l'international[17]

### Humains
Le groupe est composé de 1 258 employés

## Liste non exhaustive des sociétés du groupe
Chimirec est implanté en France et également à l'international.

### France
- Chimirec SAS (le siège du groupe)[18] est située à Aulnay-sous-Bois en Seine-Saint-Denis[5].
- SAS Chimirec Est[18] est située à Domjevin en Meurthe-et-Moselle
- Chimirec Dargelos est entré dans le groupe en 2000 , géré par Nicolas Daubas[19]
- Chimirec Centre-Est est située à Montmorot dans le Jura[20]
- SA Aprochim[18] est située à Grez-en-Bouère en Mayenne.
- Chimirec PPM situé à La Roche-Clermault en Indre-et-Loire[21]
- Chimirec Malo, située à Orange dans la Vaucluse créée en 1974 par Michel Malo, le directeur est Didier Leplanquais depuis le 1er juillet 2012, effectif de 45 personnes en octobre 2012[22]
- Chimirec Socodeli Beaucaire, en juillet 2014 le directeur est Michel Poissonnier[23]
- Chimirec Socodeli Carcassonne est dirigé par Pierre Vogel depuis 2010[24]
- Chimirec Corsica a rejoint le groupe en 2000[25].
- Chimirec Valrecoise situé à Saint-Just-en-Chaussée[26]
- Chimirec Norec, situé à Ecques, est dirigé par Xavier Molinari[27]
- Chimirec Delvert située à Jaunay-Clan[28]
- Chimirec Javené située à Javené en Ille-et-Vilaine[29]
- Écologistique Réemploi est située à Courtenay dans le Loiret depuis janvier 2014[30]
- Volle a rejoint le groupe Chimirec en 2017[31]
- Astrhul intègre le groupe chimirec en 2019[32]
- Aretzia est un centre de traitement qui a rejoint le groupe chimirec en 2019[32]
- CDS Services intervient dans la collecte, le traitement et le recyclage des déchets industriels dangereux et non dangereux[32]
- Solairgies est un centre de traitement qui a rejoint le groupe Chimirec en 2019[32]

### Hors de France
Le groupe Chimirec dispose de 5 sites à l'international:
- Chimirec Avrasya situé en Turquie[33]
- Chimirec Polska situé en Pologne a vu le jour en 2004[33]
- Chimirec Québec situé au Canada
- Chimirec Maroc implanté comme centre de traitement[34]
- Chimirec Arabie Saoudite implanté comme centre de traitement[34]

## Activité de lobbying
Pour l'année 2017, Chimirec déclare à la Haute Autorité pour la transparence de la vie publique exercer des activités de lobbying en France pour un montant qui n'excède pas 10 000 euros.

## Controverses

### Traitement frauduleux d'huiles polluées
La société Chimirec et plusieurs de ses sites en tant que personnes morales, ainsi que le PDG Jean Fixot sont condamnés le 18 décembre 2013 par le tribunal correctionnel de Paris pour le traitement frauduleux d'huiles polluées. Selon le quotidien Le Monde, « la société aurait ainsi cumulé les gains de la revente des huiles, des économies réalisées sur le coût du traitement et des subventions de dépollution ».
Le jugement en appel condamne en 2017 trois sociétés du groupe à 80 000 euros d'amende chacune.

### Thierry Solère
Le député (LR) Thierry Solère déclare en novembre 2014 auprès de la Haute autorité pour la transparence de la vie publique être salarié de Chimirec depuis octobre 2014. Cette activité professionnelle alimente un soupçon de conflit d'intérêts. En outre, selon Le Canard enchaîné, « Jean Fixot aurait prêté au moins 40 000 euros à son salarié ».

### Condamnation pour action abusive
En 2014, Laurent Neyret, chercheur en droit universitaire, est attaqué par l'entreprise Chimirec pour avoir cité dans une revue la récente condamnation du groupe pour « trafic de déchets ». L'entreprise est condamnée pour action abusive en 2017 à 20 000 € et fait appel.

### Pollutions à l'usine de Grez-en-Bouère
L'usine de Grez-en-Bouère est l'objet d'une surveillance particulière « depuis 2011 après la détection de taux anormalement élevés de PCB dans la production des fermes voisines ». Un incendie affecte l'usine en octobre 2017. Une association locale, affiliée à l'association France Nature Environnement demande en novembre 2017 la fermeture du site, alors que la préfecture exige de l'entreprise plusieurs modifications avant une éventuelle reprise d'activité,.